# Японія на зимових Олімпійських іграх 2018
Японію на зимових Олімпійських іграх 2018, які проходили з 9 по 25 лютого в Пхьончхані (Південна Корея), представляли 124 спортсмени в 13 видах спорту. Прапороносцем на церемонії відкриття Олімпіади став стрибун з трампліна Касай Норіакі.
Японські спортсмени вибороли 13 медалей: 4 золоті, 5 срібних та 4 бронзові. Найбільше, 6 медалей, здобули у ковзанярському спорті. У медальному заліку Японія зайняла 11 місце.

## Медалісти
| Медалі | Спортсмени                                                            | Вид спорту          | Дисципліна                           | Дата      |
| ------ | --------------------------------------------------------------------- | ------------------- | ------------------------------------ | --------- |
| Золото | Юдзуру Ханю                                                           | Фігурне катання     | чоловіки                             | 17 лютого |
| Золото | Кодайра Нао                                                           | Ковзанярський спорт | 500 м (жінки)                        | 18 лютого |
| Золото | Міхо Такаґі Аяно Сато Нана Такаґі Аяка Кікуті                         | Ковзанярський спорт | командна гонка (жінки)               | 21 лютого |
| Золото | Нана Такаґі                                                           | Ковзанярський спорт | мас-старт (жінки)                    | 24 лютого |
| Срібло | Такаґі Міхо                                                           | Ковзанярський спорт | 1500 м (жінки)                       | 12 лютого |
| Срібло | Ватабе Акіто                                                          | Лижне двоборство    | нормальний трамплін/10 км (чоловіки) | 14 лютого |
| Срібло | Хірано Аюму                                                           | Сноубординг         | хафпайп (чоловіки)                   | 14 лютого |
| Срібло | Кодайра Нао                                                           | Ковзанярський спорт | 1000 м (жінки)                       | 14 лютого |
| Срібло | Сьома Уно                                                             | Фігурне катання     | чоловіки                             | 17 лютого |
| Бронза | Хара Даїті                                                            | Фристайл            | могул (чоловіки)                     | 12 лютого |
| Бронза | Таканасі Сара                                                         | Стрибки з трампліна | нормальний трамплін (жінки)          | 12 лютого |
| Бронза | Такаґі Міхо                                                           | Ковзанярський спорт | 1000 м (жінки)                       | 14 лютого |
| Бронза | Фудзісава Сацукі Йосіда Тінамі Судзукі Юмі Йосіда Юріка Мотохасі Марі | Керлінг             | жінки                                | 24 лютого |

## Спортсмени
| Вид спорту          | Чоловіки | Жінки | Всього |
| ------------------- | -------- | ----- | ------ |
| Біатлон             | 1        | 5     | 6      |
| Гірськолижний спорт | 2        | 2     | 4      |
| Керлінг             | 5        | 5     | 10     |
| Ковзанярський спорт | 8        | 8     | 16     |
| Лижне двоборство    | 5        | 0     | 5      |
| Скелетон            | 2        | 1     | 3      |
| Сноубординг         | 7        | 9     | 16     |
| Стрибки з трампліна | 5        | 4     | 9      |
| Лижні перегони      | 1        | 1     | 2      |
| Фігурне катання     | 5        | 4     | 9      |
| Фрістайл            | 6        | 5     | 11     |
| Хокей               | 0        | 23    | 23     |
| Шорт-трек           | 5        | 5     | 10     |
| Всього              | 15       | 42    | 57     |

## Біатлон
| Спортсмени                                           | Дисципліна                        | Час       | Хиби        | Місце |
| ---------------------------------------------------- | --------------------------------- | --------- | ----------- | ----- |
| Мікіто Татідзакі                                     | спринт (чоловіки)                 | 27:27.1   | 3 (0+3)     | 84    |
| Мікіто Татідзакі                                     | індивідуальні перегони (чоловіки) | 54:11.5   | 3 (0+1+2+0) | 64    |
| Сарі Фуруя                                           | спринт (жінки)                    | 23:21.5   | 2 (1+1)     | 49    |
| Сарі Фуруя                                           | перегони переслідування (жінки)   | 37:02.1   | 5 (2+1+1+1) | 54    |
| Сарі Фуруя                                           | індивідуальні перегони (жінки)    | 53:11.0   | 9 (2+2+3+2) | 85    |
| Гатісука Асука                                       | індивідуальні перегони (жінки)    | 50:30.2   | 4 (1+1+1+1) | 81    |
| Міцугасі Ріна                                        | спринт (жінки)                    | 25:53.1   | 5 (3+2)     | 85    |
| Фуюко Татідзакі                                      | спринт (жінки)                    | 23:19.7   | 1 (0+1)     | 42    |
| Фуюко Татідзакі                                      | перегони переслідування (жінки)   | 37:07.9   | 7 (2+0+2+3) | 56    |
| Фуюко Татідзакі                                      | індивідуальні перегони (жінки)    | 50:06.9   | 7 (3+1+2+1) | 76    |
| Юріе Танака                                          | спринт (жінки)                    | 24:21.6   | 2 (1+1)     | 68    |
| Юріе Танака                                          | індивідуальні перегони (жінки)    | 50:28.0   | 5 (2+2+0+1) | 80    |
| Сарі Фуруя Міцугасі Ріна Фуюко Татідзакі Юріе Танака | Естафета (жінки)                  | 1:15:47.7 | 11 (2+9)    | 17    |

## Гірськолижний спорт
| Спортсмен      | Дисципліна                    | 1-й спуск     | 1-й спуск     | 2-й спуск     | 2-й спуск     | Сума          | Сума          |
| Спортсмен      | Дисципліна                    | Час           | Місце         | Час           | Місце         | Час           | Місце         |
| -------------- | ----------------------------- | ------------- | ------------- | ------------- | ------------- | ------------- | ------------- |
| Томоя Ішії     | гігантський слалом (чоловіки) | 1:12.43       | 35            | 1:12.35       | 29            | 2:24.78       | 30            |
| Наокі Юаса     | слалом (чоловіки)             | 52.89         | 36            | не фінішував  | не фінішував  | не фінішував  | не фінішував  |
| Аса Андо       | слалом (жінки)                | не фінішувала | не фінішувала | не фінішувала | не фінішувала | не фінішувала | не фінішувала |
| Гаруна Ісікава | гігантський слалом (жінки)    | 1:16.49       | 33            | 1:12.50       | 31            | 2:28.99       | 33            |

## Керлінг
Підсумок
| Збірна                                                                       | Дисципліна       | Груповий етап    | Груповий етап    | Груповий етап    | Груповий етап    | Груповий етап    | Груповий етап    | Груповий етап    | Груповий етап    | Груповий етап    | Груповий етап | Півфінал         | Фінал            | Фінал      |            |
| Збірна                                                                       | Дисципліна       | Суперник Рахунок | Суперник Рахунок | Суперник Рахунок | Суперник Рахунок | Суперник Рахунок | Суперник Рахунок | Суперник Рахунок | Суперник Рахунок | Суперник Рахунок | Місце         | Суперник Рахунок | Суперник Рахунок | Місце      | Rank       |
| ---------------------------------------------------------------------------- | ---------------- | ---------------- | ---------------- | ---------------- | ---------------- | ---------------- | ---------------- | ---------------- | ---------------- | ---------------- | ------------- | ---------------- | ---------------- | ---------- | ---------- |
| Юсуке Мородзумі Тецуро Сімідзу Цуйосі Ямагуті Косуке Мородзумі Косуке Хірата | Чоловічий турнір | NOR W 6–4        | GBR L 5–6        | SUI L 5–6        | ITA W 6–5        | USA W 8–2        | SWE L 4–11       | CAN L 4–8        | DEN W 6–4        | KOR L 4–10       | 8             | Не пройшли       | Не пройшли       | Не пройшли | Не пройшли |
| Фудзісава Сацукі Йосіда Тінамі Судзукі Юмі Йосіда Юріка Мотохасі Марі        | Жіночий турнір   | USA W 10-5       | DEN W 8–5        | KOR W 7–5        | CHN L 6–7        | OAR W 10–5       | CAN L 3–8        | SWE W 5–4        | GBR L 6–8        | SUI L 4–8        | 4 Q           | BYE              | KOR L 7–8        | GBR W 5–3  | 3          |

## Ковзанярський спорт
| Спортсмен       | Дисципліна         | Заїзд    | Заїзд |
| Спортсмен       | Дисципліна         | Час      | Місце |
| --------------- | ------------------ | -------- | ----- |
| Цубаса Хасегава | 500 м (чоловіки)   | 35.08    | 14    |
| Цубаса Хасегава | 1000 м (чоловіки)  | 1:09.83  | 20    |
| Сейтаро Ітінохе | 5000 м (чоловіки)  | 6:16.55  | 9     |
| Дзьодзі Като    | 500 м (чоловіки)   | 34.831   | 6     |
| Шота Накамура   | 1500 м (чоловіки)  | 1:47.38  | 24    |
| Такуро Ода      | 1000 м (чоловіки)  | 1:08.568 | 5     |
| Такуро Ода      | 1500 м (чоловіки)  | 1:45.44  | 5     |
| Рьосуке Цутія   | 5000 м (чоловіки)  | 6:22.45  | 16    |
| Рьосуке Цутія   | 10000 м (чоловіки) | 13:10.31 | 10    |
| Шейн Вільямсон  | 1500 м (чоловіки)  | 1:46.21  | 10    |
| Дайті Яманака   | 500 м (чоловіки)   | 34.78    | 5     |
| Дайті Яманака   | 1000 м (чоловіки)  | 1:10.027 | 24    |
| Аріса Го        | 500 м (жінки)      | 37.67    | 8     |
| Аріса Го        | 1000 м (жінки)     | 1:15.84  | 13    |
| Еріна Камія     | 500 м (жінки)      | 38.255   | 13    |
| Аяка Кікуті     | 1500 м (жінки)     | 1:58.92  | 16    |
| Аяка Кікуті     | 3000 м (жінки)     | 4:13.25  | 19    |
| Нао Кодайра     | 500 м (жінки)      | 36.94 OR | 1     |
| Нао Кодайра     | 1000 м (жінки)     | 1:13:82  | 2     |
| Нао Кодайра     | 1500 м (жінки)     | 1:56.11  | 6     |
| Місакі Осігірі  | 5000 м (жінки)     | 7:07.71  | 9     |
| Аяно Сато       | 3000 м (жінки)     | 4:04.35  | 8     |
| Міхо Такаґі     | 1000 м (жінки)     | 1:13:98  | 3     |
| Міхо Такаґі     | 1500 м (жінки)     | 1:54.55  | 2     |
| Міхо Такаґі     | 3000 м (жінки)     | 4:01.35  | 5     |
| Нана Такаґі     | 5000 м (жінки)     | 7:17.45  | 12    |

Масстарт
| Спортсмен      | Дисципліна          | Півфінал | Півфінал | Півфінал | Фінал      | Фінал      | Фінал      |
| Спортсмен      | Дисципліна          | Бали     | Час      | Місце    | Бали       | Час        | Місце      |
| -------------- | ------------------- | -------- | -------- | -------- | ---------- | ---------- | ---------- |
| Рьосуке Цутія  | масстарт (чоловіки) | 0        | 7:55.77  | 11       | не пройшов | не пройшов | не пройшов |
| Шейн Вільямсон | масстарт (чоловіки) | 20       | 8:25.44  | 3 Q      | 0          | 7:46.19    | 11         |
| Аяно Сато      | масстарт (жінки)    | 0        | 4:49.19  | 12       | не пройшла | не пройшла | не пройшла |
| Нана Такаґі    | масстарт (жінки)    | 5        | 8:55.14  | 5 Q      | 60         | 8:32.87    | 1          |

Командні перегони переслідування
| Спортсмен                                                  | Дисципліна                                  | Чвертьфінал            | Чвертьфінал | Півфінал               | Півфінал   | Фінал                          | Фінал |
| Спортсмен                                                  | Дисципліна                                  | Час                    | Місце       | Суперник Час           | Місце      | Суперник Час                   | Місце |
| ---------------------------------------------------------- | ------------------------------------------- | ---------------------- | ----------- | ---------------------- | ---------- | ------------------------------ | ----- |
| Сейтаро Ітінохе Шота Накамура Рьосуке Цутія Шейн Вільямсон | командні перегони переслідування (чоловіки) | Канада (CAN) W 3:41.62 | 5 FC        | не пройшли             | не пройшли | Final C Італія (ITA) W 3:41.62 | 5     |
| Міхо Такаґі Аяка Кікуті Аяно Сато Нана Такаґі              | командні перегони переслідування (жінки)    | Китай (CHN) W 2:56.09  | 2 Q         | Канада (CAN) W 2:58.94 | 1 FA       | Нідерланди (NED) W 2:53.89 OR  | 1     |

## Лижне двоборство
| Спортсмен                                                             | Дисципліна                                 | Стрибки з трампліна | Стрибки з трампліна | Стрибки з трампліна | Лижні перегони | Лижні перегони | Загалом | Загалом |
| Спортсмен                                                             | Дисципліна                                 | Відстань            | Бали                | Місце               | Час            | Місце          | Час     | Місце   |
| --------------------------------------------------------------------- | ------------------------------------------ | ------------------- | ------------------- | ------------------- | -------------- | -------------- | ------- | ------- |
| Хідеакі Наґаї                                                         | Нормальний трамплін/10 км                  | 101.0               | 104.2               | 14                  | 24:44.5        | 16             | 26:30.5 | 14      |
| Хідеакі Наґаї                                                         | Великий трамплін/10 км                     | 134.0               | 121.0               | 13                  | 24:08.2        | 22             | 25:20.2 | 12      |
| Акіто Ватабе                                                          | Нормальний трамплін/10 км                  | 105.5               | 123.7               | 3                   | 24:28.2        | 2              | 24:56.2 | 2       |
| Акіто Ватабе                                                          | Великий трамплін/10 км                     | 134.0               | 138.9               | 1                   | 24:05.0        | 20             | 24:05.0 | 5       |
| Йосіто Ватабе                                                         | Нормальний трамплін/10 км                  | 104.0               | 114.3               | 8                   | 25:11.2        | 29             | 26:16.2 | 12      |
| Йосіто Ватабе                                                         | Великий трамплін/10 км                     | 121.0               | 110.6               | 20                  | 24:14.9        | 26             | 26:07.9 | 20      |
| Ямамото Ґо                                                            | Нормальний трамплін/10 км                  | 97.5                | 104.0               | 15                  | 26:11.1        | 42             | 27:57.1 | 33      |
| Ямамото Ґо                                                            | Великий трамплін/10 км                     | 127.5               | 124.5               | 8                   | 24:34.2        | 32             | 25:32.2 | 16      |
| Хідеакі Наґаї Акіто Ватабе Йосіто Ватабе Ватанабе Такегіро Ямамото Ґо | Великий трамплін, командна першість/4×5 км | 525.0               | 455.3               | 3                   | 47:59.6        | 7              | 48:18.6 | 4       |

## Лижні перегони
| Спортсмен     | Дисципліна                        | Класичний стиль | Класичний стиль | Вільний стиль | Вільний стиль | Фінал     | Фінал       | Фінал |
| Спортсмен     | Дисципліна                        | Час             | Місце           | Час           | Місце         | Час       | Відставання | Місце |
| ------------- | --------------------------------- | --------------- | --------------- | ------------- | ------------- | --------- | ----------- | ----- |
| Кейсін Йосіда | 15 км вільним стилем (чоловіки)   | Н/Д             | Н/Д             | Н/Д           | Н/Д           | 34:59.1   | +1:15.2     | 13    |
| Кейсін Йосіда | 30 км скіатлон (чоловіки)         | 41:11.9         | 23              | 36:37.5       | 27            | 1:18:23.0 | +2:03.0     | 25    |
| Кейсін Йосіда | 50 км класичним стилем (чоловіки) | Н/Д             | Н/Д             | Н/Д           | Н/Д           | 2:17:21.9 | +8:59.8     | 23    |
| Масако Ісіда  | 10 км вільним стилем (жінки)      | Н/Д             | Н/Д             | Н/Д           | Н/Д           | 27:03.5   | +2:03.0     | 18    |
| Масако Ісіда  | 15 км скіатлон (жінки)            | 21:39.2         | 15              | 19:54.4       | 17            | 42:04.1   | +1:19.2     | 14    |
| Масако Ісіда  | 30 км класичним стилем (жінки)    | Н/Д             | Н/Д             | Н/Д           | Н/Д           | 1:26:38.4 | +4:20.8     | 10    |

## Скелетон
| Спортсмен        | Дисципліна | 1-й заїзд | 1-й заїзд | 2-й заїзд | 2-й заїзд | 3-й заїзд | 3-й заїзд | 4-й заїзд | 4-й заїзд | Сума    | Сума  |
| Спортсмен        | Дисципліна | Час       | Місце     | Час       | Місце     | Час       | Місце     | Час       | Місце     | Час     | Місце |
| ---------------- | ---------- | --------- | --------- | --------- | --------- | --------- | --------- | --------- | --------- | ------- | ----- |
| Міядзіма Кацуюкі | чоловіки   | 51.63     | 20        | 52.15     | 27        | 51.80     | 24        | заступ    | заступ    | 2:35.58 | 26    |
| Такахасі Хіроацу | чоловіки   | 52.00     | 27        | 51.50     | 21        | 51.19     | 16        | заступ    | заступ    | 2:34.69 | 22    |
| Такако Огуті     | жінки      | 53.82     | 19        | 53.41     | 18        | 53.62     | 19        | 53.11     | 18        | 3:33.96 | 19    |

## Сноубординг
Фристайл
| Спортсмен        | Дисципліна            | Кваліфікація | Кваліфікація | Кваліфікація | Кваліфікація | Фінал       | Фінал       | Фінал                | Фінал      | Фінал      |
| Спортсмен        | Дисципліна            | 1-ша спроба  | 2-га спроба  | Найкраща     | Місце        | 1-ша спроба | 2-га спроба | 3-тя спроба          | Найкраща   | Місце      |
| ---------------- | --------------------- | ------------ | ------------ | ------------ | ------------ | ----------- | ----------- | -------------------- | ---------- | ---------- |
| Хіроакі Кунітаке | біг-ейр (чоловіки)    | 37.25        | 36.75        | 37.25        | 17           | не пройшов  | не пройшов  | не пройшов           | не пройшов | не пройшов |
| Хіроакі Кунітаке | слоупстайл (чоловіки) | 39.45        | 43.16        | 43.16        | 14           | не пройшов  | не пройшов  | не пройшов           | не пройшов | не пройшов |
| Юрі Окубо        | біг-ейр (чоловіки)    | 84.25        | 44.25        | 84.25        | 9            | не пройшов  | не пройшов  | не пройшов           | не пройшов | не пройшов |
| Юрі Окубо        | слоупстайл (чоловіки) | 24.45        | 75.05        | 75.05        | 8            | не пройшов  | не пройшов  | не пройшов           | не пройшов | не пройшов |
| Аюму Хірано      | хафпайп (чоловіки)    | 87.50        | 95.25        | 95.25        | 3 Q          | 35.25       | 95.25       | 43.25                | 95.25      | 2          |
| Таку Хіраока     | хафпайп (чоловіки)    | 26.00        | 75.75        | 75.75        | 13           | не пройшов  | не пройшов  | не пройшов           | не пройшов | не пройшов |
| Райбу Катаяма    | хафпайп (чоловіки)    | 85.50        | 90.75        | 90.75        | 5 Q          | 85.75       | 25.00       | 87.00                | 87.00      | 7          |
| Юто Тоцука       | хафпайп (чоловіки)    | 80.00        | 65.25        | 80.00        | 10 Q         | 39.25       | 7.00        | не стартував         | 39.25      | 11         |
| Юка Фудзіморі    | біг-ейр (жінки)       | 82.00        | 94.25        | 94.25        | 2 Q          | 82.25       | 40.50       | спробу не зараховано | 122.75     | 7          |
| Юка Фудзіморі    | слоупстайл (жінки)    | Canceled     | Canceled     | Canceled     | Canceled     | 63.73       | 48.51       | CAN                  | 63.73      | 9          |
| Асамі Хіроно     | біг-ейр (жінки)       | 27.50        | 37.75        | 37.75        | 24           | не пройшла  | не пройшла  | не пройшла           | не пройшла | не пройшла |
| Асамі Хіроно     | слоупстайл (жінки)    | Canceled     | Canceled     | Canceled     | Canceled     | 49.80       | 27.26       | CAN                  | 49.80      | 12         |
| Рейра Івабуті    | біг-ейр (жінки)       | 80.00        | 92.75        | 92.75        | 3 Q          | 79.75       | 67.75       | JNS                  | 147.50     | 4          |
| Рейра Івабуті    | слоупстайл (жінки)    | Canceled     | Canceled     | Canceled     | Canceled     | 48.33       | 31.06       | CAN                  | 48.33      | 14         |
| Міябі Оніцука    | біг-ейр (жінки)       | 81.75        | 86.50        | 86.50        | 7 Q          | 78.75       | JNS         | 40.25                | 119.00     | 8          |
| Міябі Оніцука    | слоупстайл (жінки)    | Canceled     | Canceled     | Canceled     | Canceled     | 33.25       | 39.55       | CAN                  | 39.55      | 19         |
| Курумі Імаї      | Хафпайп               | 54.75        | 50.00        | 54.75        | 15           | не пройшла  | не пройшла  | не пройшла           | не пройшла | не пройшла |
| Харуна Мацумото  | Хафпайп               | 80.75        | 84.25        | 84.25        | 3 Q          | 70.00       | 46.25       | 65.75                | 70.00      | 6          |
| Хікару Ое        | Хафпайп               | 10.00        | 51.00        | 51.00        | 17           | не пройшла  | не пройшла  | не пройшла           | не пройшла | не пройшла |
| Сена Томіта      | Хафпайп               | 59.50        | 66.75        | 66.75        | 7 Q          | 65.25       | 34.50       | 60.50                | 65.25      | 8          |

Паралельний слалом
| Спортсменка    | Дисципліна                    | Кваліфікація | Кваліфікація | 1/8 фіналу                  | Чвертьфінал              | Півфінал     | Фінал        | Фінал      |
| Спортсменка    | Дисципліна                    | Час          | Місце        | Суперник Час                | Суперник Час             | Суперник Час | Суперник Час | Місце      |
| -------------- | ----------------------------- | ------------ | ------------ | --------------------------- | ------------------------ | ------------ | ------------ | ---------- |
| Масакі Сіба    | гігантський слалом (чоловіки) | 1:26.91      | 27           | не пройшов                  | не пройшов               | не пройшов   | не пройшов   | не пройшов |
| Томока Такеуті | гігантський слалом (жінки)    | 1:32.86      | 6 Q          | Юлія Дуймовіц (AUT) W –0.17 | Селіна Єрг (GER) L +0.62 | не пройшла   | не пройшла   | не пройшла |

## Стрибки з трампліна
| Спортсмен                                         | Дисципліна                                     | Кваліфікація | Кваліфікація | Кваліфікація | Перший раунд | Перший раунд | Перший раунд | Фінал      | Фінал      | Фінал      | Загалом    | Загалом    |
| Спортсмен                                         | Дисципліна                                     | Відстань     | Бали         | Місце        | Відстань     | Бали         | Місце        | Відстань   | Бали       | Місце      | Бали       | Місце      |
| ------------------------------------------------- | ---------------------------------------------- | ------------ | ------------ | ------------ | ------------ | ------------ | ------------ | ---------- | ---------- | ---------- | ---------- | ---------- |
| Дайкі Іто                                         | нормальний трамплін (чоловіки)                 | 93.5         | 106.0        | 31 Q         | 103.0        | 110.3        | 19 Q         | 102.0      | 104.4      | 20         | 214.7      | 20         |
| Норіакі Касай                                     | нормальний трамплін (чоловіки)                 | 98.0         | 117.7        | 20 Q         | 104.5        | 113.9        | 16 Q         | 99.0       | 99.4       | 26         | 213.3      | 21         |
| Норіакі Касай                                     | великий трамплін (чоловіки)                    | 122.5        | 104.2        | 22 Q         | 121.0        | 107.9        | 33           | не пройшов | не пройшов | не пройшов | не пройшов | не пройшов |
| Дзюнсіро Кобаясі                                  | нормальний трамплін (чоловіки)                 | 101.0        | 118.4        | 18 Q         | 93.0         | 98.0         | 31           | не пройшов | не пройшов | не пройшов | не пройшов | не пройшов |
| Дзюнсіро Кобаясі                                  | великий трамплін (чоловіки)                    | 115.0        | 89.5         | 37 Q         | 122.0        | 114.8        | 26           | 122.0      | 110.0      | 24         | 224.8      | 24         |
| Рьою Кобаясі                                      | нормальний трамплін (чоловіки)                 | 98.0         | 115.3        | 21 Q         | 108.0        | 120.2        | 9 Q          | 108.0      | 120.6      | 7          | 240.8      | 7          |
| Рьою Кобаясі                                      | великий трамплін (чоловіки)                    | 143.5        | 127.6        | 3 Q          | 135.5        | 134.0        | 7 Q          | 128.0      | 124.0      | 15         | 258.0      | 12         |
| Таку Такеуті                                      | великий трамплін (чоловіки)                    | 120.5        | 98.5         | 27 Q         | 124.0        | 114.1        | 27 Q         | 125.5      | 120.1      | 19         | 234.2      | 22         |
| Дайкі Іто Норіакі Касай Рьою Кобаясі Таку Такеуті | великий трамплін, командна першість (чоловіки) | Н/Д          | Н/Д          | Н/Д          | 506.5        | 475.5        | 6 Q          | 501.0      | 465.0      | 6          | 940.5      | 6          |
| Юкі Іто                                           | нормальний трамплін (жінки)                    | Н/Д          | Н/Д          | Н/Д          | 94.0         | 105.1        | 9            | 93.0       | 98.8       | 10         | 203.9      | 9          |
| Каорі Івабучі                                     | нормальний трамплін (жінки)                    | Н/Д          | Н/Д          | Н/Д          | 93.5         | 98.2         | 11           | 89.0       | 90.1       | 13         | 188.3      | 12         |
| Юка Сето                                          | нормальний трамплін (жінки)                    | Н/Д          | Н/Д          | Н/Д          | 93.0         | 90.3         | 15           | 89.0       | 81.7       | 24         | 172.0      | 17         |
| Сара Таканасі                                     | нормальний трамплін (жінки)                    | Н/Д          | Н/Д          | Н/Д          | 103.5        | 120.3        | 3            | 103.5      | 123.5      | 3          | 243.8      | 3          |

## Фігурне катання
| Спортсмен                  | Дисципліна                   | КП / КТ | КП / КТ | ДП / ДТ    | ДП / ДТ    | Загалом    | Загалом    |
| Спортсмен                  | Дисципліна                   | Бали    | Місце   | Бали       | Місце      | Бали       | Місце      |
| -------------------------- | ---------------------------- | ------- | ------- | ---------- | ---------- | ---------- | ---------- |
| Юдзуру Ханю                | Одиночні змагання (чоловіки) | 111.68  | 1 Q     | 206.17     | 2          | 317.85     | 1          |
| Кейдзі Танака              | Одиночні змагання (чоловіки) | 80.05   | 20 Q    | 164.78     | 15         | 244.83     | 18         |
| Сьома Уно                  | Одиночні змагання (чоловіки) | 104.17  | 3 Q     | 202.73     | 3          | 306.90     | 2          |
| Сатоко Міяхара             | Одиночні змагання (жінки)    | 75.94   | 4 Q     | 146.44     | 4          | 222.38     | 4          |
| Каорі Сакамото             | Одиночні змагання (жінки)    | 73.18   | 5 Q     | 136.53     | 6          | 209.71     | 6          |
| Міу Судзакі / Рюїті Кіхара | Пари                         | 57.74   | 21      | не пройшли | не пройшли | не пройшли | не пройшли |
| Кана Мурамото / Кріс Рід   | Танці на льоду               | 63.41   | 15 Q    | 97.22      | 13         | 160.63     | 15         |

Команди
| Спортсмени | Дисципліна      | Коротка програма/Короткий танець | Коротка програма/Короткий танець | Коротка програма/Короткий танець | Коротка програма/Короткий танець | Коротка програма/Короткий танець | Коротка програма/Короткий танець | Вільне катання/Вільний танець | Вільне катання/Вільний танець | Вільне катання/Вільний танець | Вільне катання/Вільний танець | Вільне катання/Вільний танець | Вільне катання/Вільний танець |
| Спортсмени | Дисципліна      | Чоловіки                         | Жінки                            | Пари                             | Танець на льоду                  | Загалом                          | Загалом                          | Чоловіки                      | Жінки                         | Пари                          | Танець на льоду               | Загалом                       | Загалом                       |
| Спортсмени | Дисципліна      | Бали Командні бали               | Бали Командні бали               | Бали Командні бали               | Бали Командні бали               | Бали                             | Місце                            | Бали Командні бали            | Бали Командні бали            | Бали Командні бали            | Бали Командні бали            | Бали                          | Місце                         |
| --- | --------------- | -------------------------------- | -------------------------------- | -------------------------------- | -------------------------------- | -------------------------------- | -------------------------------- | ----------------------------- | ----------------------------- | ----------------------------- | ----------------------------- | ----------------------------- | ----------------------------- |
| Сьома Уно (M) (SP) Кейдзі Танака (M) (FS) Сатоко Міяхара (L) (SP) Каорі Сакамото (L) (FS) Міу Судзакі / Рюїті Кіхара (P) Кана Мурамото / Кріс Рід (ID) | Змішані команди | 103.25 10                        | 68.95 7                          | 57.42 3                          | 62.15 6                          | 26                               | 4                                | 148.36 6                      | 131.91 6                      | 97.67 6                       | 87.88 6                       | 50                            | 5                             |

## Фристайл
Акробатика
| Атлет       | Дисципліна | Кваліфікація | Кваліфікація | Кваліфікація | Кваліфікація | Фінал      | Фінал      | Фінал      | Фінал      | Фінал      | Фінал      |
| Атлет       | Дисципліна | Стрибок 1    | Стрибок 1    | Стрибок 2    | Стрибок 2    | Стрибок 1  | Стрибок 1  | Стрибок 2  | Стрибок 2  | Стрибок 3  | Стрибок 3  |
| Атлет       | Дисципліна | Бали         | Місце        | Бали         | Місце        | Бали       | Місце      | Бали       | Місце      | Бали       | Місце      |
| ----------- | ---------- | ------------ | ------------ | ------------ | ------------ | ---------- | ---------- | ---------- | ---------- | ---------- | ---------- |
| Наоя Табара | чоловіки   | 103.98       | 17           | 78.73        | 13           | не пройшов | не пройшов | не пройшов | не пройшов | не пройшов | не пройшов |

Хафпайп
| Спортсмен     | Дисципліна | Кваліфікація | Кваліфікація | Кваліфікація | Кваліфікація | Фінал       | Фінал       | Фінал       | Фінал      | Фінал      |
| Спортсмен     | Дисципліна | 1-ша спроба  | 2-га спроба  | Найкраща     | Місце        | 1-ша спроба | 2-га спроба | 3-тя спроба | Найкраща   | Місце      |
| ------------- | ---------- | ------------ | ------------ | ------------ | ------------ | ----------- | ----------- | ----------- | ---------- | ---------- |
| Аяна Онозука  | жінки      | 74.60        | 84.80        | 84.80        | 5 Q          | 50.80       | 77.20       | 82.20       | 82.20      | 5          |
| Саорі Судзукі | жінки      | 69.20        | 71.80        | 71.80        | 14           | не пройшла  | не пройшла  | не пройшла  | не пройшла | не пройшла |
| Юріе Ватабе   | жінки      | 21.20        | 56.60        | 56.60        | 22           | не пройшла  | не пройшла  | не пройшла  | не пройшла | не пройшла |

Могул
| Спортсмен      | Дисципліна | Кваліфікація | Кваліфікація | Кваліфікація | Кваліфікація | Кваліфікація | Кваліфікація | Кваліфікація | Кваліфікація | Фінал     | Фінал     | Фінал     | Фінал     | Фінал        | Фінал        | Фінал        | Фінал        | Фінал      | Фінал      | Фінал      | Фінал      |
| Спортсмен      | Дисципліна | 1-й спуск    | 1-й спуск    | 1-й спуск    | 1-й спуск    | 2-й спуск    | 2-й спуск    | 2-й спуск    | 2-й спуск    | 1-й спуск | 1-й спуск | 1-й спуск | 1-й спуск | 2-й спуск    | 2-й спуск    | 2-й спуск    | 2-й спуск    | 3-й спуск  | 3-й спуск  | 3-й спуск  | 3-й спуск  |
| Спортсмен      | Дисципліна | Час          | Бали         | Загалом      | Місце        | Час          | Бали         | Загалом      | Місце        | Час       | Бали      | Загалом   | Місце     | Час          | Бали         | Загалом      | Місце        | Час        | Бали       | Загалом    | Місце      |
| -------------- | ---------- | ------------ | ------------ | ------------ | ------------ | ------------ | ------------ | ------------ | ------------ | --------- | --------- | --------- | --------- | ------------ | ------------ | ------------ | ------------ | ---------- | ---------- | ---------- | ---------- |
| Сьо Ендо       | чоловіки   | 24.92        | 60.59        | 75.73        | 13           | 25.19        | 60.60        | 75.38        | 7 Q          | 24.42     | 66.92     | 82.72     | 1 Q       | не фінішував | не фінішував | не фінішував | не фінішував | не пройшов | не пройшов | не пройшов | не пройшов |
| Даїті Хара     | чоловіки   | 25.06        | 65.06        | 80.01        | 6 QF         | Bye          | Bye          | Bye          | Bye          | 24.75     | 65.93     | 81.29     | 3 Q       | 24.41        | 66.49        | 82.30        | 1 Q          | 24.90      | 67.03      | 82.19      | 3          |
| Ікума Хорісіма | чоловіки   | 23.95        | 63.93        | 80.35        | 5 QF         | Bye          | Bye          | Bye          | Bye          | 24.09     | 63.41     | 79.64     | 7 Q       | не фінішував | не фінішував | не фінішував | не фінішував | не пройщов | не пройщов | не пройщов | не пройщов |
| Нобуюкі Нісі   | чоловіки   | 24.74        | 59.79        | 75.17        | 16           | 25.35        | 60.58        | 75.15        | 9 Q          | 25.14     | 31.19     | 46.04     | 19        | не пройшов   | не пройшов   | не пройшов   | не пройшов   | не пройшов | не пройшов | не пройшов | не пройшов |
| Аріса Мурата   | жінки      | 29.90        | 59.83        | 74.13        | 9 QF         | Bye          | Bye          | Bye          | Bye          | 30.51     | 67.15     | 70.77     | 18        | не пройшла   | не пройшла   | не пройшла   | не пройшла   | не пройшла | не пройшла | не пройшла | не пройшла |

Скікрос
| Спортсмен     | Дисципліна      | № Посіву | № Посіву | 1/8 фіналу | Чвертьфінал | Півфінал   | Фінал      | Фінал      |
| Спортсмен     | Дисципліна      | Час      | Місце    | Місце      | Місце       | Місце      | Місце      | Місце      |
| ------------- | --------------- | -------- | -------- | ---------- | ----------- | ---------- | ---------- | ---------- |
| Рейна Умехара | Скікрос (жінки) | 1:17.81  | 21       | 3          | не пройшла  | не пройшла | не пройшла | не пройшла |

Слоупстайл
| Спортсмен      | Дисципліна | Кваліфікація | Кваліфікація | Кваліфікація | Кваліфікація | Фінал       | Фінал       | Фінал       | Фінал      | Фінал      |
| Спортсмен      | Дисципліна | 1-ша спроба  | 2-га спроба  | Найкраща     | Місце        | 1-ша спроба | 2-га спроба | 3-тя спроба | Найкраща   | Місце      |
| -------------- | ---------- | ------------ | ------------ | ------------ | ------------ | ----------- | ----------- | ----------- | ---------- | ---------- |
| Тайсей Ямамото | чоловіки   | 56.00        | 70.40        | 70.40        | 20           | не пройшов  | не пройшов  | не пройшов  | не пройшов | не пройшов |

## Хокей
Підсумок
Легенда:
- OT – Додатковий час
- GWS – Пробиттям булітів

| Збірна               | Дисципліна     | Груповий етап    | Груповий етап    | Груповий етап          | Груповий етап | Чвертьфінал      | Півфінал         | Фінал / БМ       | Фінал / БМ |
| Збірна               | Дисципліна     | Суперник Рахунок | Суперник Рахунок | Суперник Рахунок       | Місце         | Суперник Рахунок | Суперник Рахунок | Суперник Рахунок | Місце      |
| -------------------- | -------------- | ---------------- | ---------------- | ---------------------- | ------------- | ---------------- | ---------------- | ---------------- | ---------- |
| Жіноча збірна Японії | Жіночий турнір | Швеція L 1–2     | Швейцарія L 1–3  | Північна Корея · W 4–1 | 3             | Н/Д              | Швеція W 2–1 OT  | Швейцарія L 0–1  | 6          |

## Шорт-трек
| Спортсмен                                                       | Дисципліна                 | Попередній заїзд | Попередній заїзд | Чвертьфінал | Чвертьфінал | Півфінал        | Півфінал        | Фінал           | Фінал           |
| Спортсмен                                                       | Дисципліна                 | Час              | Місце            | Час         | Місце       | Час             | Місце           | Час             | Місце           |
| --------------------------------------------------------------- | -------------------------- | ---------------- | ---------------- | ----------- | ----------- | --------------- | --------------- | --------------- | --------------- |
| Рьосуке Сакадзуме                                               | 500 м (чоловіки)           | 40.658           | 2 Q              | 40.563      | 2 Q         | 40.434          | 4 FB            | 40.985          | 8               |
| Рьосуке Сакадзуме                                               | 1000 м (чоловіки)          | не фінішував     | 3 ADV            | 1:24.099    | 2 Q         | 1:24.317        | 3 FB            | 1:27.522        | 5               |
| Кейта Ватанабе                                                  | 500 м (чоловіки)           | 41.678           | 2 Q              | 41.354      | 4           | не пройшов      | не пройшов      | не пройшов      | не пройшов      |
| Кейта Ватанабе                                                  | 1000 м (чоловіки)          | 1:24.078         | 3                | не пройшов  | не пройшов  | не пройшов      | не пройшов      | не пройшов      | не пройшов      |
| Кейта Ватанабе                                                  | 1500 м (чоловіки)          | 2:19.205         | 4                | Н/Д         | Н/Д         | не пройшов      | не пройшов      | не пройшов      | не пройшов      |
| Хірокі Йокояма                                                  | 1500 м (чоловіки)          | 2:13.323         | 4                | Н/Д         | Н/Д         | не пройшов      | не пройшов      | не пройшов      | не пройшов      |
| Казукі Йосінага                                                 | 1000 м (чоловіки)          | 1:24.030         | 2 Q              | 1:24.649    | 4           | не пройшов      | не пройшов      | не пройшов      | не пройшов      |
| Казукі Йосінага                                                 | 1500 м (чоловіки)          | пенальті         | пенальті         | Н/Д         | Н/Д         | не пройшов      | не пройшов      | не пройшов      | не пройшов      |
| Рьосуке Сакадзуме Кейта Ватанабе Хірокі Йокояма Казукі Йосінага | Естафета 5000 м (чоловіки) | Н/Д              | Н/Д              | Н/Д         | Н/Д         | 6:42.655        | 4 FB            | 7:02.554        | 7               |
| Сіоне Камінага                                                  | 1500 м (жінки)             | 2:28.719         | 6                | Н/Д         | Н/Д         | не пройшла      | не пройшла      | не пройшла      | не пройшла      |
| Суміре Кікуті                                                   | 500 м (жінки)              | 44.838           | 4                | не пройшла  | не пройшла  | не пройшла      | не пройшла      | не пройшла      | не пройшла      |
| Суміре Кікуті                                                   | 1000 м (жінки)             | 1:30.970         | 3                | не пройшла  | не пройшла  | не пройшла      | не пройшла      | не пройшла      | не пройшла      |
| Суміре Кікуті                                                   | 1500 м (жінки)             | 2:29.665         | 3 Q              | Н/Д         | Н/Д         | 2:34.526        | 3 FB            | 2:54.450        | 11              |
| Юкі Кікуті                                                      | 1500 м (жінки)             | пенальті         | пенальті         | Н/Д         | Н/Д         | не пройшла      | не пройшла      | не пройшла      | не пройшла      |
| Хітомі Саїто                                                    | 1000 м (жінки)             | 1:32.457         | 2 Q              | 1:30.804    | 4           | Did not advance | Did not advance | Did not advance | Did not advance |
| Аюко Іто Сіоне Камінага Суміре Кікуті Юкі Кікуті Хітомі Саїто   | Естафета 3000 м (жінки)    | Н/Д              | Н/Д              | Н/Д         | Н/Д         | 4:12.664        | 4 FB            | 4:13.072        | 6               |

Легенда кваліфікації: ADV – Потрапив до наступного раунду, бо йому завадив суперник; FA – Кваліфікувався до медального раунду; FB – Кваліфікувався до втішного раунду; OR – Олімпійський рекорд